# Dino Polska
 Dino Polska SA là một chuỗi cửa hàng bán lẻ của Ba Lan. Chuỗi bán lẻ được thành lập vào năm 1999 bởi Tomasz Biernacki. Các siêu thị Dino thường nằm trong các thị trấn vừa và nhỏ cũng như ở ngoại vi của các thành phố lớn. Tính đến năm 2017, siêu thị Dino đang nằm ở các voivodeships sau: Greater Poland, Kuyavian-Pomeranian, Lesser Poland, Lower Silesian, Lubusz, Łódź, Opole, Pomeranian, Silesian, Świętokrzyskie cũng như trong Zachodniopomorskie. Tuy nhiên, trên nền tảng, chuỗi bán lẻ chỉ hoạt động ở phía tây Ba Lan.

## Kết cấu

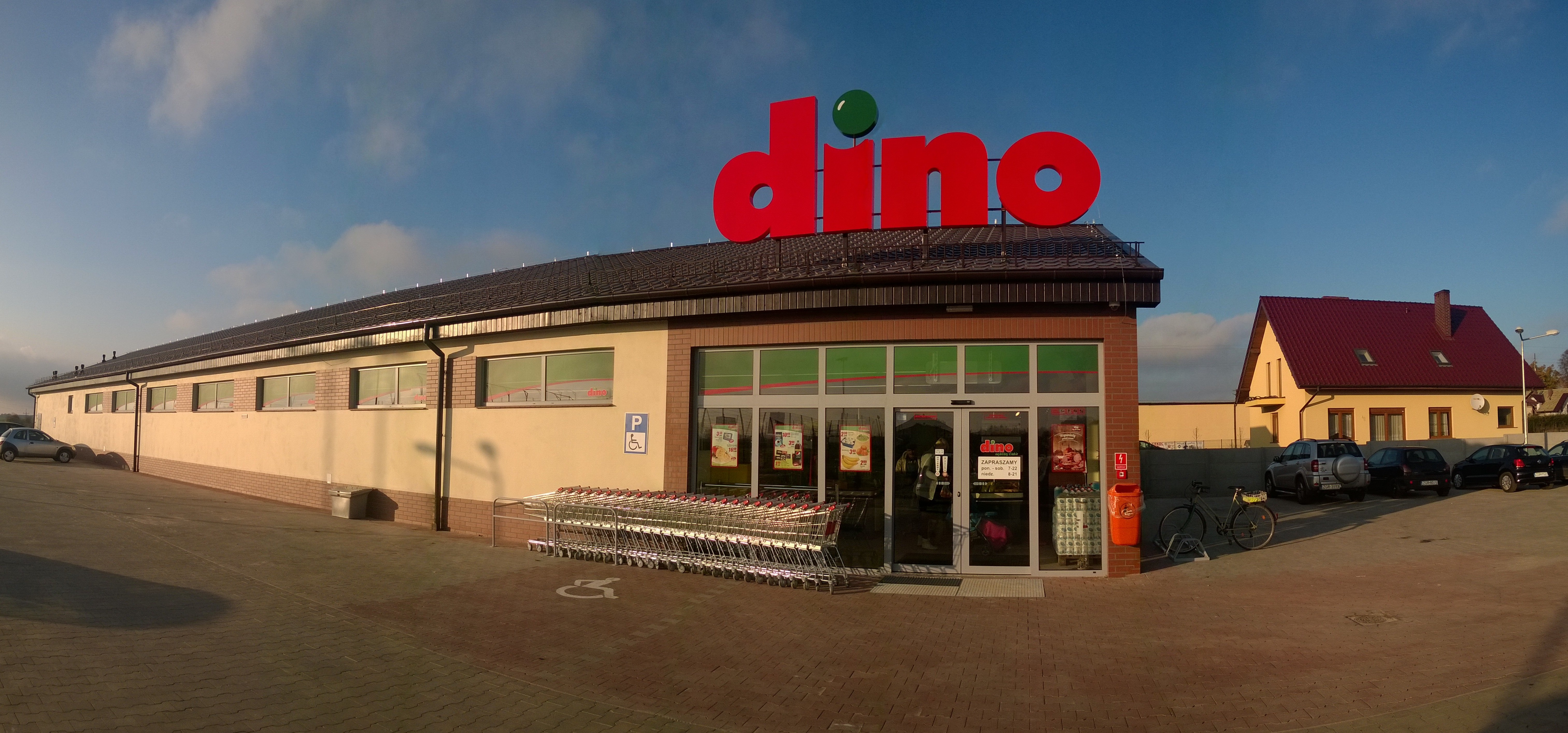
Một trong những mạng lưới cửa hàng tiện lợi trên toàn quốc của Dino Polska, tại Moryń

Mạng lưới hậu cần Dino Polska dựa trên ba trung tâm phân phối đặt tại: Krotoszyn, Jastrowie, Piotrków Trybunalski và Rzeszotory . Do sự mở rộng của chuỗi bán lẻ, Tomasz Biernacki đã thành lập công ty trách nhiệm hữu hạn tư nhân Dino Polska Sp. z.o.o.., trong suốt ba năm tiếp theo ông đã bán tất cả các cửa hàng Dino cho các nhà đầu tư. Việc tiếp tục mở rộng công ty buộc phải chuyển đổi thành công ty cổ phần.
Các cửa hàng Dino Polska cung cấp cho khách hàng của họ khoảng năm nghìn mặt hàng khác nhau, với mỗi cửa hàng bao gồm quầy thịt, bán thịt, prosciutto và nhiều loại thịt chế biến chủ yếu được cung cấp bởi Agro-Rydzyna. Dino Polska là chủ sở hữu của nhà máy thịt Agro-Rydzyna. Từ năm 2010, Dino Polska là nhà phân phối độc quyền các sản phẩm thịt và giăm bông dưới thương hiệu này, mua cổ phần của công ty từ năm 2003.
Vào tháng 6 năm 2010, Enterprise Investors, một quỹ đầu tư, đã mua 49% cổ phần của công ty với giá 200 triệu Złoty. Kể từ khi có quan hệ với Nhà đầu tư doanh nghiệp, chuỗi bán lẻ bắt đầu mở rộng rõ rệt, từ 111 cửa hàng vào cuối năm 2010 lên tới 630 cửa hàng vào cuối tháng 12 năm 2016. Vào tháng 4 năm 2017, Nhà đầu tư doanh nghiệp đã phân bổ tất cả tài sản của mình lên Sở giao dịch chứng khoán Warsaw. Có 1056 cửa hàng tính đến tháng 6 năm 2019 . Có 111 thị trường trong năm 2010, 154 năm 2011, 234 - 2012, 324 - 2013, 410 - 2014, 511 - 2015, 628 - 2016, 775 - 2017 và kể từ 2018 - 977 .